# Paul Schmid (Bibliothekar)
Paul Schmid (* 11. September 1910 in Immenried; † 28. Januar 1983) war ein deutscher Bibliothekar.

## Wirken
Nach seiner Reifeprüfung in Ehingen/Donau 1931 studierte Paul Schmid Theologie, Philosophie, Alte Geschichte und Geographie an der Eberhard-Karls-Universität Tübingen. Nach dem Staatsexamen 1935 war Schmid von 1936 bis 1939 im wissenschaftlichen Buchhandel tätig. 1942 trat er als Voluntär in den Bibliotheksdienst bei der Universitätsbibliothek Tübingen ein, 1942 begann er mit dem Bibliotheksreferendariat, 1944 wechselte er an die Staats- und Universitätsbibliothek Göttingen und legte 1945 die Fachprüfung für den höheren Bibliotheksdienst ab. Während des Zweiten Weltkriegs war Schmid aber auch Soldat und wurde 1943 wegen einer Armamputation aus der Wehrmacht entlassen. Im Jahre 1944 promovierte er in Tübingen bei dem Althistoriker Joseph Vogt („Staatliche Gefallenenehrung im klassischen Zeitalter Athens“). Von 1945 bis zum Eintritt in den Ruhestand war er als wissenschaftlicher Bibliothekar an der Universitätsbibliothek Tübingen tätig.

## Veröffentlichung
- Verzeichnis der Schriften von Georg Leyh 1937–1950. In: Aus der Welt des Buches. Festgabe zum 70. Geburtstag von Georg Leyh; dargebracht von Freunden und Fachgenossen (= Zentralblatt für Bibliothekswesen, Beiheft, Bd. 75). Harrassowitz, Leipzig 1950, S. 7–12.